# Casque M1
Pour les articles homonymes, voir M1.

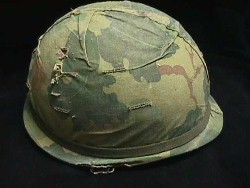
Casque M1.

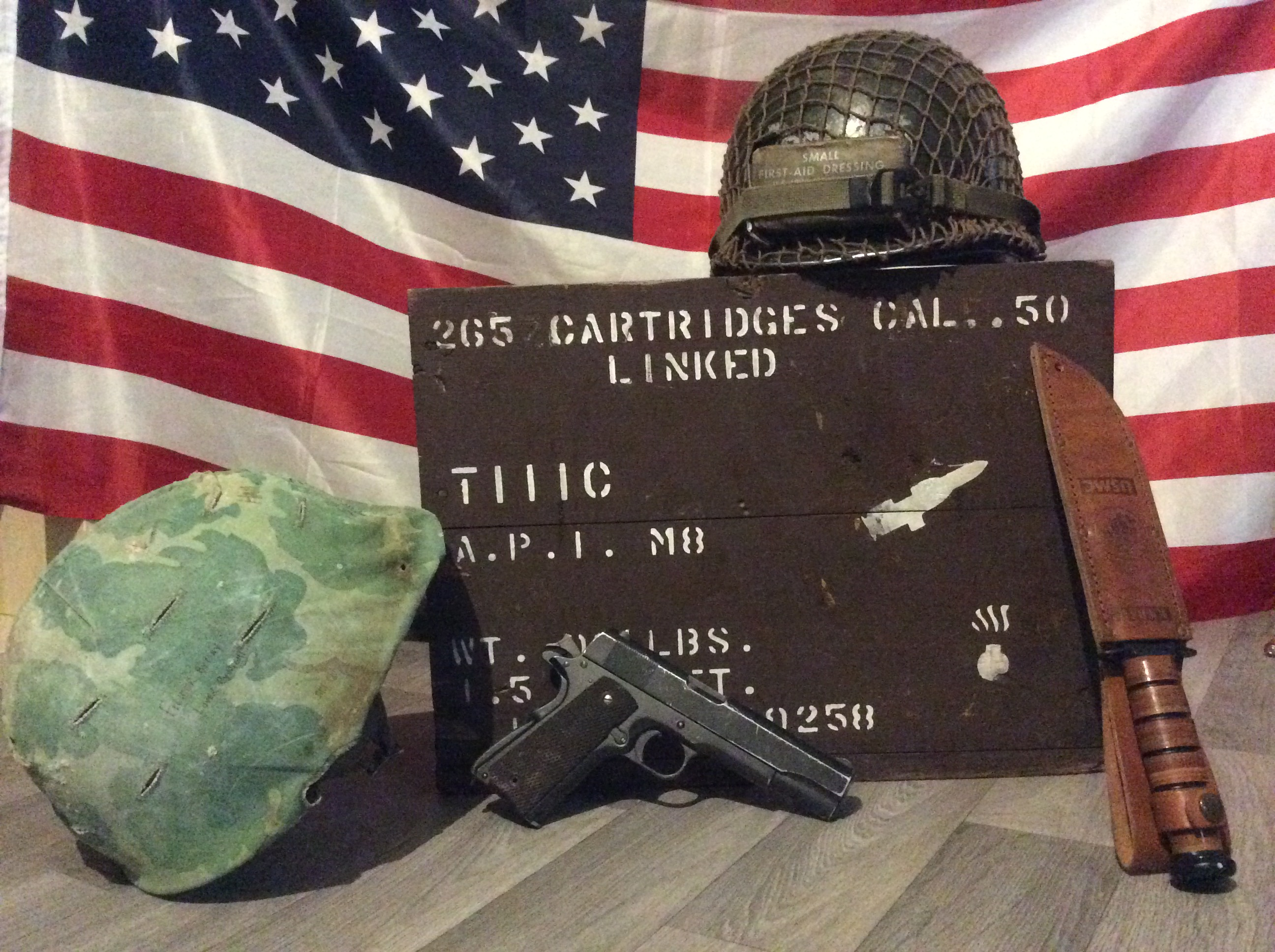
Casques M1 et M2 accompagnés d'un Colt M1911 d'un couteau KA-BAR et d'une caisse de munition de calibre 12.7 × 99 mm sur fond de drapeau Américain.

Le casque M1 est un casque de combat qui a été utilisé par l'armée américaine pendant la Seconde Guerre mondiale, la Guerre de Corée et la Guerre du Viêt-Nam. Il remplaça en 1940 le casque Brodie et fut remplacé en 1985 par le casque PASGT.

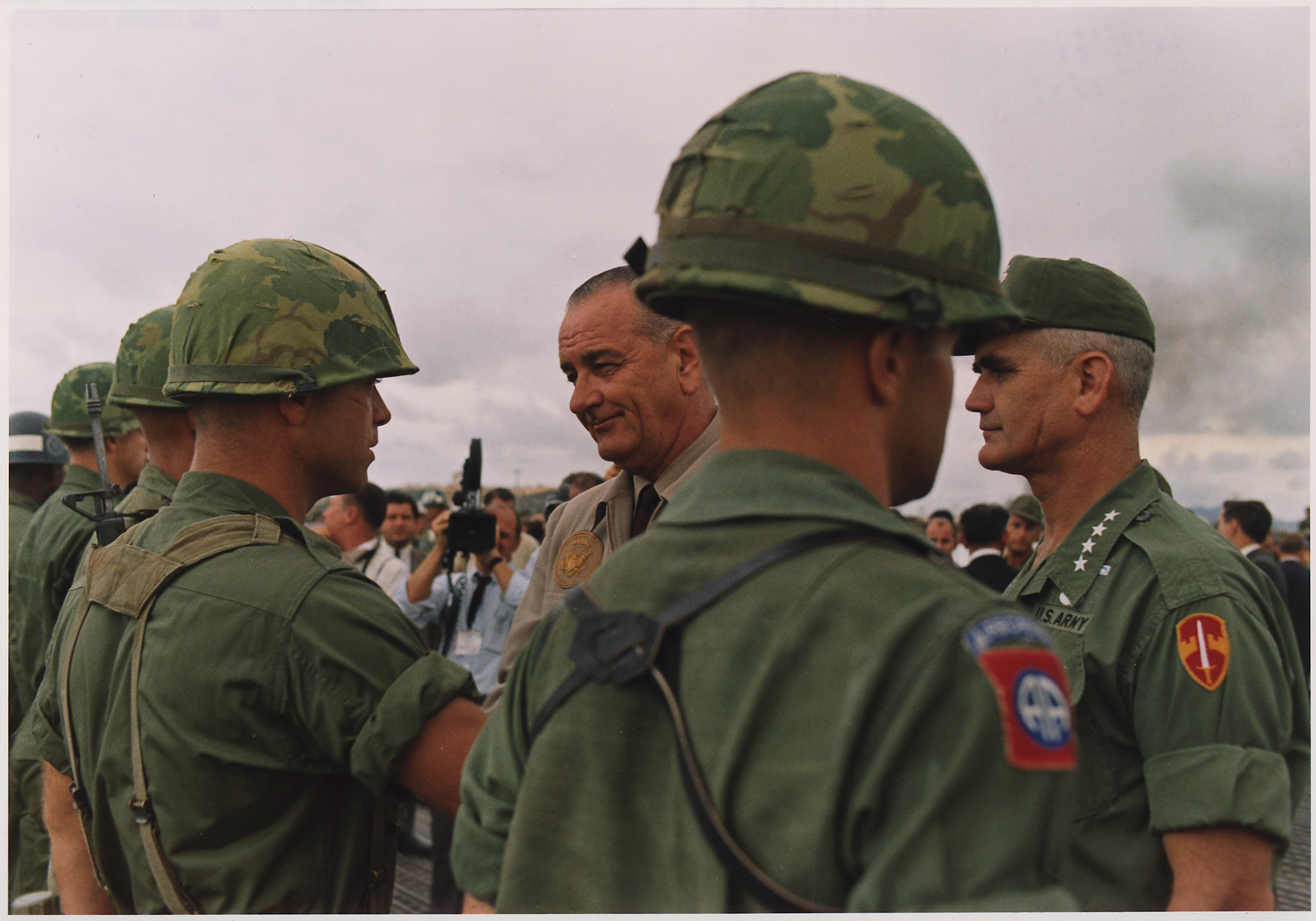
Le président Lyndon B. Johnson saluant des soldats portant des casques M1 lors de la guerre du Viêt Nam.

## Origines
En 1940, l'US Army et l'US Navy firent une offre afin de remplacer leur vieux casque Brodie devenu obsolète. C'est ainsi que naquit le casque M1 qui apparut juste à temps car, en décembre 1941, à la suite de l'attaque de Pearl Harbor, les États-Unis entrèrent en guerre contre le Japon et ainsi dans la Seconde Guerre mondiale. Le casque fut apprécié par les soldats pour sa simplicité, son faible poids comparé à l'ancien, ainsi que son style et il est aujourd'hui prisé des collectionneurs. Ce casque fut tellement apprécié et rentable qu'il fut utilisé pendant trois guerres majeures (Seconde Guerre mondiale, Corée et Viêt-Nam), de 1940 à 1985. Il fut remplacé par le système PASGT à partir de 1983.

## Variantes
Le casque M1 fut modifié en plusieurs variantes, le M1, M2 et M3.
Le casque M1 fut utilisé par les fantassins d'infanterie pendant la Seconde Guerre mondiale seulement, il est reconnaissable car il ne possède qu'une sangle jugulaire en tissu ainsi qu'une autre en cuir.
Le casque M2 fut utilisé par les parachutistes notamment de la 82e et la 101e airborne. Il fut utilisé par tous les fantassins après la guerre. Le M2 est reconnaissable car il est doté d'une jugulaire en tissu et une en cuir ainsi qu'une mentonnière (en cuir lors de la Seconde Guerre mondiale et en tissu après guerre).
Le casque M3 fut utilisé par les pilotes et équipages de chars et bombardiers, il est très facilement reconnaissable car il est doté de grosses plaques au niveau des oreilles afin d'y accueillir un casque radio.
Les Français ont inventé un casque de combat similaire au M1 : le casque modèle 1951.